# Estesia mongoliensis
L'estesia (Estesia mongoliensis) è un sauro conosciuto allo stato fossile, vissuto nel Cretaceo superiore (circa 80 milioni di anni fa), i cui resti sono stati rinvenuti in Mongolia.

## Un "varano" velenoso
Questo strano animale, lungo circa due metri, aveva probabilmente l'aspetto di un varano. È stato rinvenuto però il solo cranio, che mostra alcune particolarità nella dentatura: alcuni denti in posizione anteriore, infatti, erano profondamente scanalati, e questo suggerisce la possibile presenza di ghiandole velenifere. Il morso di questa lucertola, quindi, doveva essere velenoso. Probabilmente l'estesia si aggirava nelle terre aride della Mongolia del Cretaceo alla ricerca di piccole prede come mammiferi o rettili più piccoli. È possibile anche che, come gli odierni varani, predasse anche uova. Si pensa che i parenti più stretti di questo animale non siano i varani, ma gli elodermi (Helodermatidae), anch'essi lucertole dal morso velenoso.

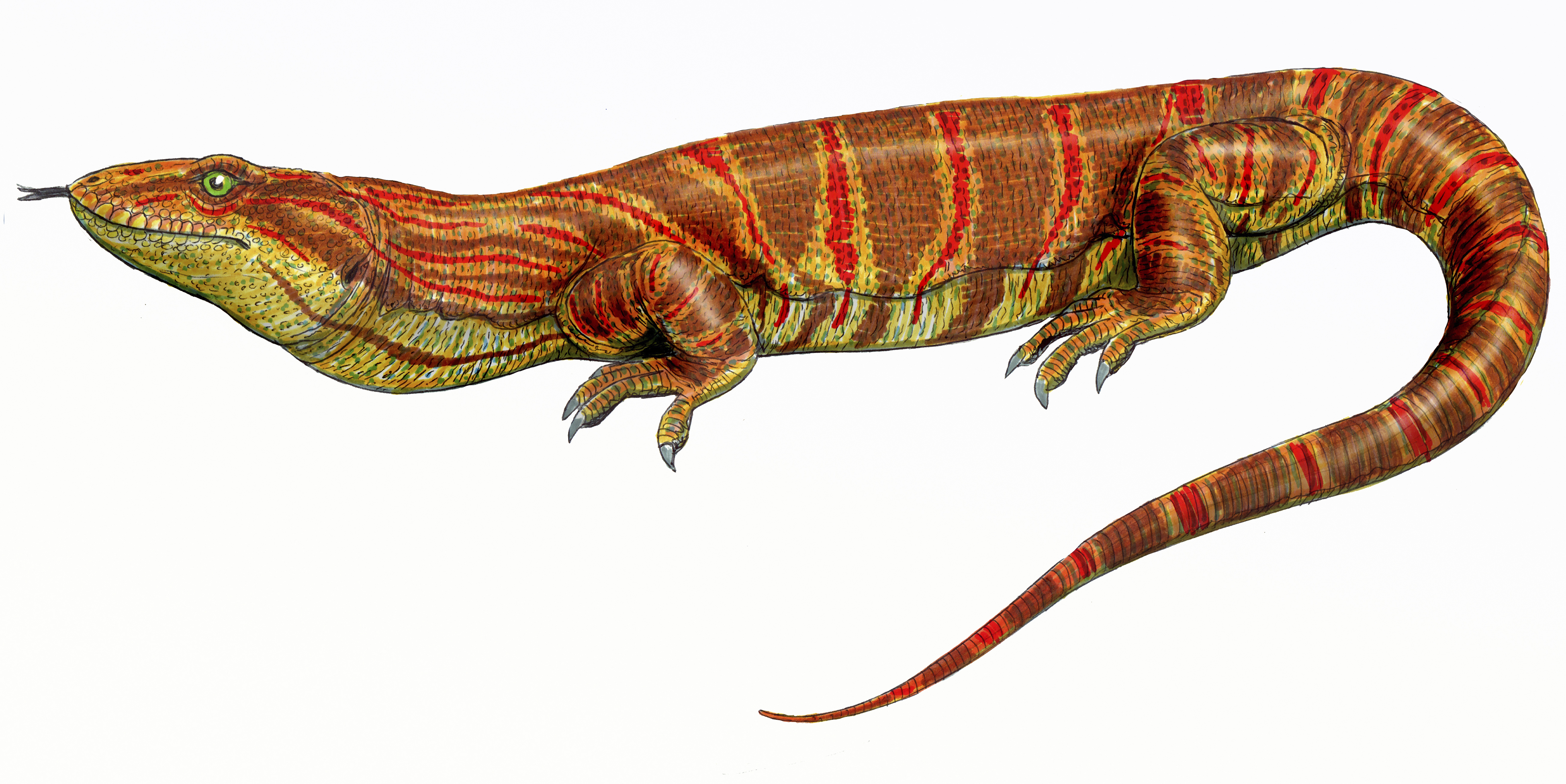
Ricostruzione di Estesia mongoliensis